# Nanchang
Pour les articles homonymes, voir Nanchang (homonymie).
Nanchang (chinois : 南昌市 ; pinyin : Nánchāng shì) est une ville-préfecture et la capitale de la province du Jiangxi en Chine. La préfecture comptait plus de 5 millions d'habitants en 2010 et la ville près de deux millions d'habitants en 2006. On y parle le dialecte de Nanchang du gan.

## Économie
En 2005, le PIB total a été de 100,8 milliards de yuans, et le PIB par habitant de 22 390 yuans. C'est la ville des porcelaines et de la céramique.
On y trouve aussi des usines d'automobile, de santé et de téléphonie.

## Urbanisme
Comme toutes les grandes villes chinoises, Nanchang comprend un grand nombre de gratte-ciel.
Les plus hautes tours de la ville font partie du complexe Jiangxi Nanchang Greenland Central Plaza. Elles font 303 m de hauteur.

## Subdivisions administratives
La ville-préfecture de Nanchang exerce sa juridiction sur neuf subdivisions - cinq districts et quatre xian :
- le district de Donghu — 东湖区, dōnghú qū ;
- le District de Xihu — 西湖区, xīhú qū ;
- le district de Qingyunpu — 青云谱区, qīngyúnpǔ qū ;
- le district de Wanli — 湾里区, wānlǐ qū ;
- le district de Qingshanhu — 青山湖区, qīngshānhú qū ;
- le xian de Nanchang — 南昌县, nánchāng xiàn ;
- le xian de Xinjian — 新建县, xīnjiàn xiàn ;
- le xian d'Anyi — 安义县, ānyì xiàn ;
- le xian de Jinxian — 进贤县, jìnxián xiàn.

## Transport

### Métro
Depuis 2015, la ville de Nanchang dispose d'un système de métro. En 2019, le réseau comportait deux lignes et avait une longueur de 60,2 kilomètres.

## Enseignement
- Université de technologie de Chine orientale

## Culture

### Patrimoine
- Tombeau de la principauté de haihun, dynastie des Han occidental
- Pavillon du Prince Teng (滕王阁), pavillon ancien de plusieurs étages, construit entièrement par assemblage, au bord de la rivière Gan.
- Musée de l'Armée Populaire de Libération, fondée le 1er Août 1927 à Nanchang (“八一”起义指挥部旧址), à l'occasion  du soulèvement de la ville, premier épisode de la guerre civile entre le Kuomintang et le parti communiste chinois.
- Qingyunpu (青云谱) datant de la dynastie Qing

### Religion
- Nanchang est le siège métropolitain de l'archidiocèse catholique de Nanchang avec sa cathédrale de l'Immaculée-Conception. Cette mission fut longtemps confiée aux lazaristes français.

### Jumelages
- Whakatane, Nouvelle-Zélande
- Skopje, Macédoine du Nord
- Takamatsu, Japon
- Albacete, Espagne
- Perth, Australie